# Copa de la Reina de fútbol 2020-21
La Copa de la Reina 2020-21 fue la 39.ª edición del campeonato, disputada entre el 21 de abril y el 30 de mayo de 2021.

## Formato
Desde la edición 2018-19, los 16 equipos de la Primera División participan en la competición. Todas las rondas serán jugadas a un solo partido.
En esta temporada, sin embargo, da un paso atrás y vuelve al formato de ocho equipos debido a la pandemia de COVID–19, y clasificarán los mejores clasificados a la conclusión de la primera vuelta del campeonato doméstico. Si a fecha 28 de febrero no se hubieran podido disputar todos los partidos, la criba se haría mediante el sistema de coeficientes eligiendo así los ocho mejores. Todas las eliminatorias serán a partido único y a disputar en el campo del equipo de la bola que se extraiga en primer lugar el día del sorteo. Los cuartos de final están fijados para el 21-22 de abril, las semifinales para el 25-26 de mayo y la final para 29-30 de mayo. El sorteo para los cuartos de final seguirá el siguiente formato:
- En una primera fase no se pueden enfrentar los equipos que participen en la Liga de Campeones Femenina de la UEFA.
- Se emparejan por sorteo puro los equipos de cada copa. El partido de cuartos de final se jugará en el campo del equipo que haya jugado los octavos de final fuera de casa. En caso de que ambos equipos hayan jugado en casa o fuera, será el primero cuya bola sea extraída en el sorteo.

La Real Federación Española de Fútbol anunció que la final se disputará en el Estadio Municipal de Butarque.

## Fechas y formato
| Ronda            | Fecha de sorteo    | Fecha                    | Partidos | Clubes | Detalles de formato |
| ---------------- | ------------------ | ------------------------ | -------- | ------ | --- |
| Cuartos de final | 5 de abril de 2021 | 21 y 22 de abril de 2021 | 4        | 8 → 4  | Tipo de sorteo: Sorteo puro, donde no se pueden enfrentar entre sí los participantes de la Liga de Campeones Femenina de la UEFA. El equipo local: Equipos que jugó los octavos de final fuera de casa. Si ambos jugaron fuera o en casa, según orden de extracción. Tipo de eliminatoria: Un solo partido. |
| Semifinales      | 12 de mayo de 2021 | 25 y 26 de mayo de 2021  | 2        | 4 → 2  | Tipo de sorteo: Sorteo puro. Tipo de eliminatoria: Un solo partido. |
| Final            | 12 de mayo de 2021 | 30 de mayo de 2021       | 1        | 2 → 1  | Tipo de eliminatoria: Un solo partido. Campo: Estadio Municipal de Butarque |

- Al ser eliminatorias a un solo partido, si se acaba en empate será decidido en el tiempo extra; y si el empate persiste, por una tanda de penaltis.

## Desarrollo

### Cuadro
|  | Cuartos de final       | Cuartos de final   |                    |   | Semifinales | Semifinales |  |  | Final | Final |
|  |                        |                    |                    |   |             |             |  |  |       |       |
|  | 5/6 de mayo de 2021    |                    |                    |   |             |             |  |  |       |       |
|  |                        |                    |                    |   |             |             |  |  |       |       |
|  | Sevilla FC             | 1                  |                    |   |             |             |  |  |       |       |
|  | Sevilla FC             | 1                  | 26 de mayo de 2021 |   |             |             |  |  |       |       |
|  | FC Barcelona           | 4                  |                    |   |             |             |  |  |       |       |
|  | FC Barcelona           | 4                  | FC Barcelona       | 4 |             |             |  |  |       |       |
|  | 21/22 de abril de 2021 |                    | FC Barcelona       | 4 |             |             |  |  |       |       |
|  |                        | Madrid CFF         | 0                  |   |             |             |  |  |       |       |
|  | Madrid CFF             | Madrid CFF         | 0                  | 2 |             |             |  |  |       |       |
|  | Madrid CFF             |                    | 30 de mayo de 2021 | 2 |             |             |  |  |       |       |
|  | Real Madrid CF         | 1                  |                    |   |             |             |  |  |       |       |
|  | Real Madrid CF         | 1                  | FC Barcelona       | 4 |             |             |  |  |       |       |
|  | 21/22 de abril de 2021 |                    | FC Barcelona       | 4 |             |             |  |  |       |       |
|  |                        | Levante UD         | 2                  |   |             |             |  |  |       |       |
|  | Real Sociedad          | Levante UD         | 2                  | 0 |             |             |  |  |       |       |
|  | Real Sociedad          | 27 de mayo de 2021 |                    | 0 |             |             |  |  |       |       |
|  | Atlético de Madrid     | 1                  |                    |   |             |             |  |  |       |       |
|  | Atlético de Madrid     | 1                  | Atlético de Madrid | 0 |             |             |  |  |       |       |
|  | 5/6 de mayo de 2021    |                    | Atlético de Madrid | 0 |             |             |  |  |       |       |
|  |                        | Levante UD         | 1                  |   |             |             |  |  |       |       |
|  | Levante UD             | Levante UD         | 1                  | 2 |             |             |  |  |       |       |
|  | Levante UD             |                    |                    | 2 |             |             |  |  |       |       |
|  | UDG Tenerife           | 1                  |                    |   |             |             |  |  |       |       |
|  | UDG Tenerife           | 1                  |                    |   |             |             |  |  |       |       |

### Cuartos de final
Los cuartos de final los disputaron en eliminatorias a partido único los ocho equipos clasificados. El sorteo se celebró el 5 de abril de 2021.

### Semifinales
Los cuartos de final los disputaron en eliminatorias a partido único los cuatro equipos ganadores de la ronda anterior. El sorteo se celebró el 12 de mayo de 2021.
| Local              | Resultado | Visitante       |
| ------------------ | --------- | --------------- |
| Madrid C. F. F.    | 0–4       | F. C. Barcelona |
| Atlético de Madrid | 0–1       | Levante U. D.   |

### Final
| 30 de mayo de 2021, 10:00 | FC Barcelona                                  | 4:2 (3:0) | Levante UD               | Estadio de Butarque, Leganés               |                                            |
|                           | Guijarro 5' · Putellas 20' 73' · Torrejón 29' |           | 59' Redondo · 67' Banini | Árbitro(s): María Dolores Martínez Madrona | Árbitro(s): María Dolores Martínez Madrona |

| Bandera de Cataluña              |
| Campeón FC Barcelona 8.vo título |